# Congrés de Catalans de les Repúbliques del Plata
Congrés de Catalans de les Repúbliques del Plata fou un Congrés de les entitats catalanistes de l'Argentina i l'Uruguai celebrat a Montevideo del 27 al 29 de juny de 1936. Fou organitzat pel Comité Llibertat de Buenos Aires i el Casal Català de Montevideo i presidit per Francesc Maria Masferrer i Vernis, amb Ramon Escarrà com a secretari. Hi participaren activistes de Xile, Austràlia, Argentina, Uruguai i Paraguai, com Hipòlit Nadal i Mallol. Manuel Massó i Llorens hi proposà la creació d'una Cambra de Comerç Catalana, també es proposà la creació de Borses de Treball Catalanes i fins i tot un Banc Català. També decidiren donar suport el govern de la Generalitat de Lluís Companys. Havia de ser el primer d'una sèrie de Congressos dels catalans d'Amèrica, però l'esclat de la guerra civil espanyola va deixar en segon pla la major part de les ponències aprovades.